# Bogojevići
Bogojevići (Servisch cyrillisch Богојевићи) is een plaats in de Servische gemeente Arilje. De plaats telt 629 inwoners (2002).